# Könderitz
Könderitz ist eine Ortschaft der Gemeinde Elsteraue im Burgenlandkreis des Landes Sachsen-Anhalt. Zur Ortschaft Könderitz gehören die Ortsteile Etzoldshain, Minkwitz und Traupitz. Der Gemeindeteil hatte am 31. Dezember 2021 564 Einwohner.

## Geschichte

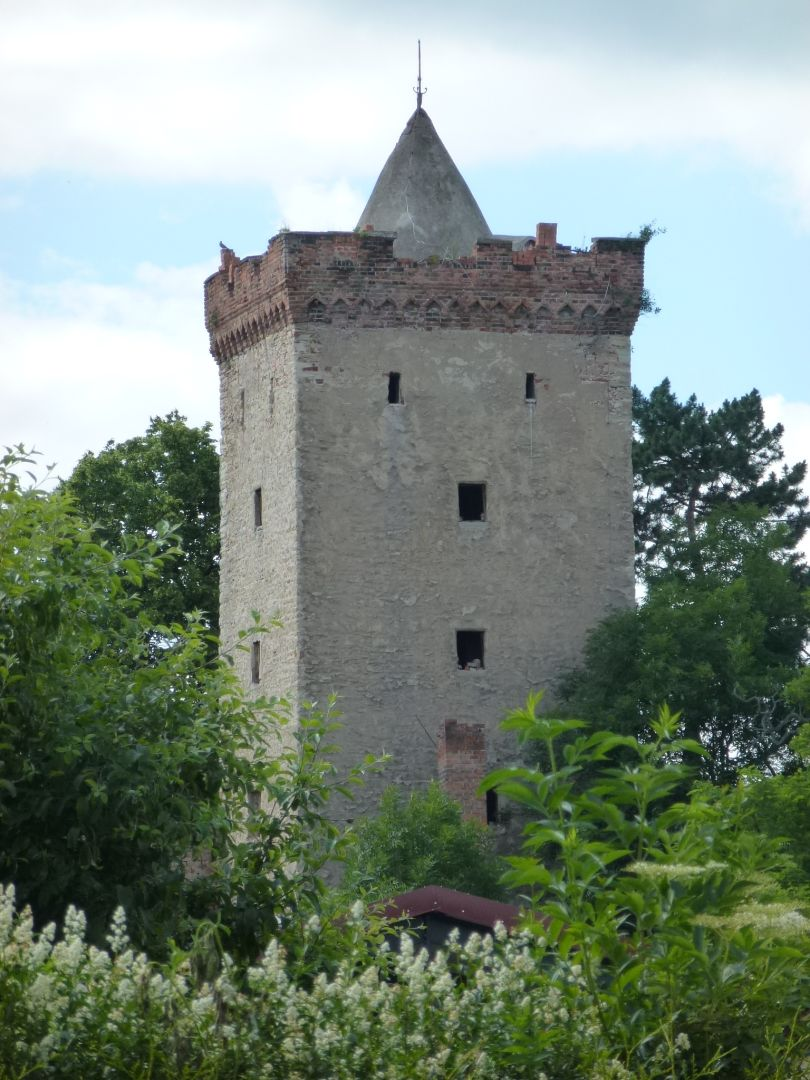
Burg Etzoldshain

Die Ortschaft Könderitz wurde wahrscheinlich im 13. Jahrhundert zum ersten Mal urkundlich erwähnt. Der Ursprung koner (= Pferdemarkt) ist altslawisch und bedeutet „Ort der Pferdezüchter und Reitknechte“. Die Endung -ritz deutet auf wendischen Ursprung hin. Könderitz liegt östlich der Handelsstadt Zeitz.
Eine frühere Schreibweise des Ortsnamens lautet Könneritz. Aus dem Ort stammt das gleichnamige Adelsgeschlecht Könneritz.
Im Ortsteil Etzoldshain befindet sich die Wasserburg Etzoldshain aus dem 14. Jahrhundert.

### Eingemeindungen
Minkwitz und Traupitz wurden am 1. Juli 1950 eingemeindet.
Könderitz wurde am 1. Juli 2003 in die neue Gemeinde Elsteraue eingegliedert.

## Sport
Jährlich (meist im Mai) findet die Qualifikation zum Südregional-Cup, ein großes Reit- und Springturnier, statt.
Der ortsansässige Sportverein ist die SG Könderitz. Gegründet im Jahre 1948, steht der Verein für eine gute Jugendarbeit und Fußball. Die 1. Mannschaft spielt in der Kreisklasse des Fußballverbandes Sachsen-Anhalt.